# Couvains (Manche)
Pour les articles homonymes, voir Couvains.
Couvains est une commune française, située dans le département de la Manche en région Normandie, peuplée de 577 habitants.

## Géographie

### Localisation
| Saint-Clair-sur-l'Elle | Saint-Jean-de-Savigny  | Saint-Jean-de-Savigny, Cerisy-la-Forêt |
| Villiers-Fossard       | Couvains               | Saint-Georges-d'Elle                   |
| La Luzerne             | Saint-André-de-l'Épine | Saint-Georges-d'Elle                   |

### Hydrographie
La commune est située dans le bassin Seine-Normandie. Elle est drainée par le cours d'eau 01 de la Fontaine Saint-Clair, la Jouenne, le ruisseau de Branche, le cours d'eau 01 d'Aubraine, le cours d'eau 01 de la Cauverie de Bas, le cours d'eau 01 de la Tanerie, le cours d'eau 06 de la Butte et le cours d'eau 16 de la Vallée,,.

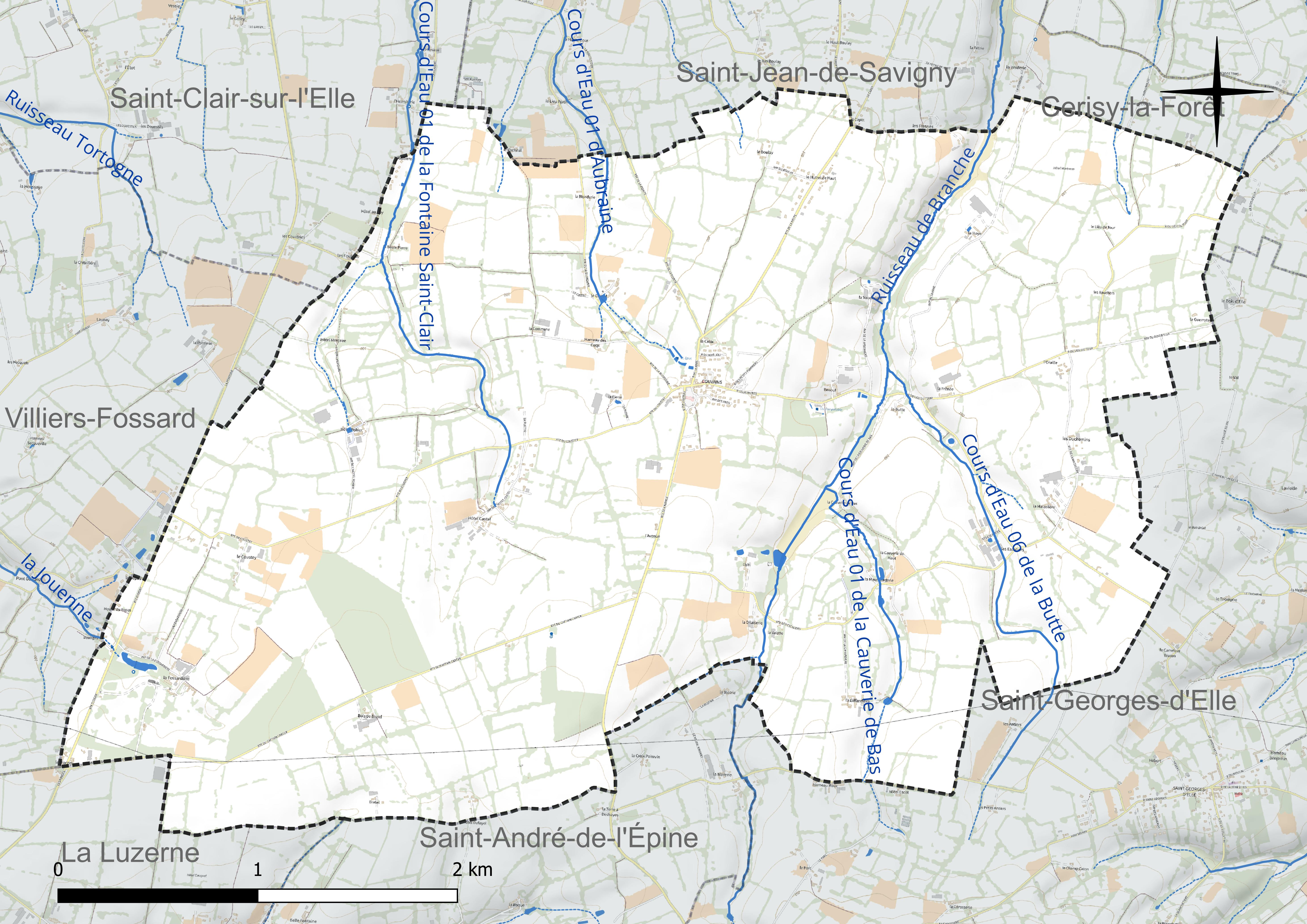
Réseau hydrographique de Couvains.

### Climat
Pour des articles plus généraux, voir Climat de la Normandie et Climat de la Manche.
En 2010, le climat de la commune est de type climat océanique franc, selon une étude du CNRS s'appuyant sur une série de données couvrant la période 1971-2000. En 2020, Météo-France publie une typologie des climats de la France métropolitaine dans laquelle la commune est exposée à un climat océanique et est dans la région climatique  Normandie (Cotentin, Orne), caractérisée par une pluviométrie relativement élevée (850 mm/a) et un été frais (15,5 °C) et venté. Parallèlement le GIEC normand, un groupe régional d’experts sur le climat, différencie quant à lui, dans une étude de 2020, trois grands types de climats pour la région Normandie, nuancés à une échelle plus fine par les facteurs géographiques locaux. La commune est, selon ce zonage, exposée à un « climat contrasté des collines », correspondant au Bocage normand, bien arrosé, voire très arrosé sur les reliefs les plus exposés au flux d’ouest, et frais en raison de l’altitude.
Pour la période 1971-2000, la température annuelle moyenne est de 10,5 °C, avec une amplitude thermique annuelle de 11,8 °C. Le cumul annuel moyen de précipitations est de 931 mm, avec 13,8 jours de précipitations en janvier et 7,8 jours en juillet. Pour la période 1991-2020, la température moyenne annuelle observée sur la station météorologique la plus proche, située sur la commune de Balleroy-sur-Drôme à 12 km à vol d'oiseau, est de 11,2 °C et le cumul annuel moyen de précipitations est de 924,3 mm,. Pour l'avenir, les paramètres climatiques de la commune estimés pour 2050 selon différents scénarios d’émission de gaz à effet de serre sont consultables sur un site dédié publié par Météo-France en novembre 2022.

## Urbanisme

### Typologie
Au 1er janvier 2024, Couvains est catégorisée commune rurale à habitat dispersé, selon la nouvelle grille communale de densité à sept niveaux définie par l'Insee en 2022.
Elle est située hors unité urbaine.
Par ailleurs la commune fait partie de l'aire d'attraction de Saint-Lô, dont elle est une commune de la couronne,. Cette aire, qui regroupe 63 communes, est catégorisée dans les aires de 50 000 à moins de 200 000 habitants,.

### Occupation des sols
L'occupation des sols de la commune, telle qu'elle ressort de la base de données européenne d’occupation biophysique des sols Corine Land Cover (CLC), est marquée par l'importance des territoires agricoles (98,3 % en 2018), une proportion identique à celle de 1990 (98,3 %).
La répartition détaillée en 2018 est la suivante : prairies (63,9 %), terres arables (34,5 %), forêts (1,7 %).

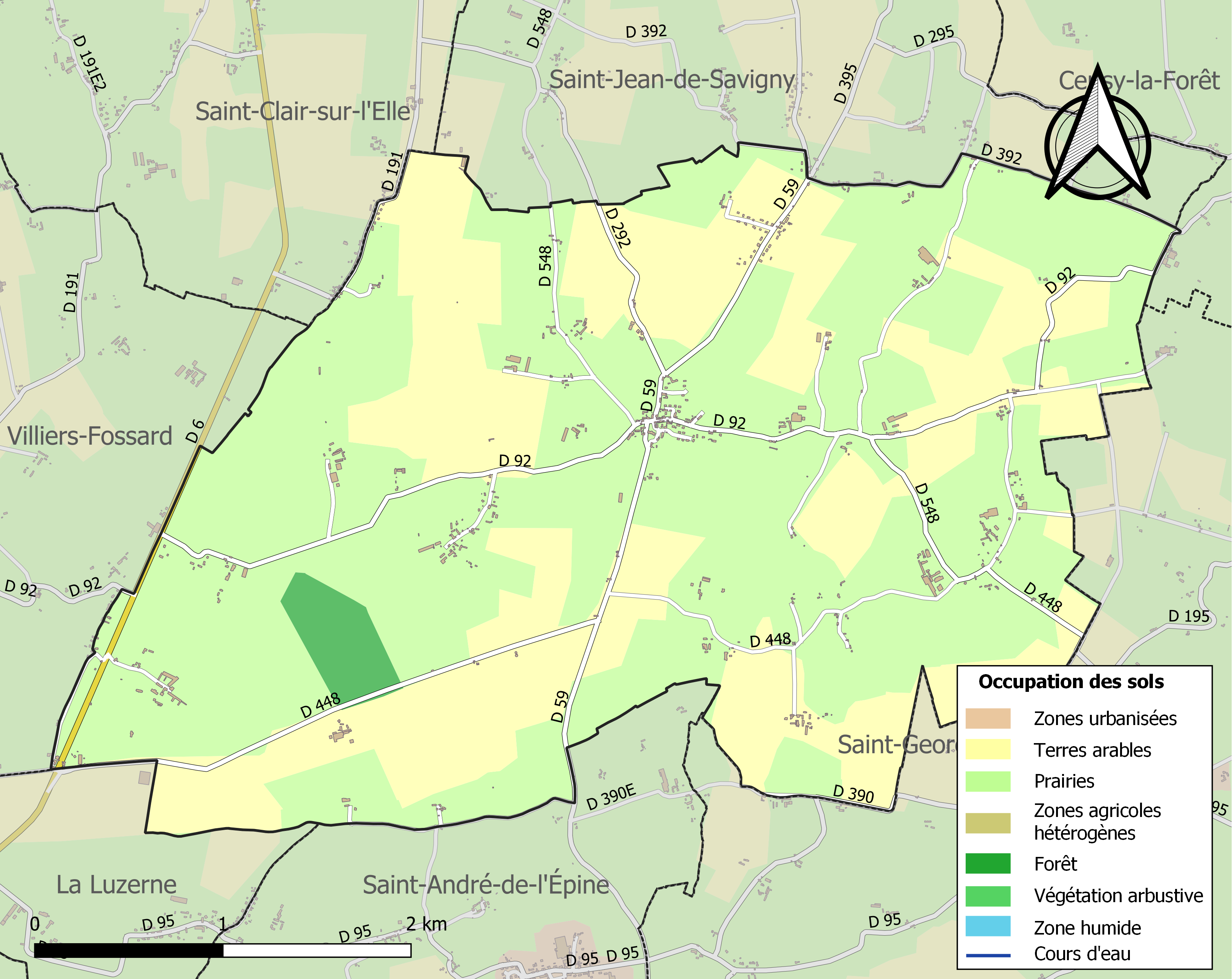
Carte des infrastructures et de l'occupation des sols de la commune en 2018 (CLC).

L'évolution de l’occupation des sols de la commune et de ses infrastructures peut être observée sur les différentes représentations cartographiques du territoire : la carte de Cassini (XVIIIe siècle), la carte d'état-major (1820-1866) et les cartes ou photos aériennes de l'IGN pour la période actuelle (1950 à aujourd'hui).

### Lieux-dits, hameaux et écarts
Le territoire regroupe plusieurs hameaux : Couvains (centre principal), la Croix, la Pierre, Renouf, le Castel, le Boulay, les Vyndaies, le Hutrel de Haut, la Vaudinière, la Haye, Hôtel Mortnam, le Lieu de Tour, les Bauchers, la Guerroterie, l'Oraille, la Frénée, les Duchemins, la Butte, la Maizelière, les Escaliers, la Cauverie de Bas, la Cauverie de Haut, la Giffardière, la Valette, la Mauouarderie, la Dilaiserie, le Château, l'Avenue, les Hauts Vents, Bretel, Bois de Bretel, les Forges, Mesnilville, la Fossardière, le Coustey, Hôtel Pohier, Hôtel Castel, Hôtel Merçaire, les Foulons, la Basse Pierre, la Commune, Hameau des Coqs, la Blonderie.

## Toponymie
Le nom de la localité est attesté sous les formes Couveinz en 1276, Covenz en 1253, Conveinz en 1312.
Cortis Wahan, « le domaine de Wahan ».
Le village tire son nom du latin cortis : domaine rural, qui est précédé du nom de personne germanique Wahan.
Couvains-sur-Elle fut proposé en 1828 par Louis Du Bois pour distinguer la commune de celle de l'Orne, l'Elle (rivière, affluent de la Vire).
Le gentilé est Couvinot.

## Histoire

### Moyen Âge
Jean de La Haye-Hue, issu d'une ancienne lignée normande remontant à Richard Turstin Haldup, participa à la première croisade (1096-1099) avec le duc Robert Courteheuse.
L'abbé de Cerisy-la-Forêt et le curé du village se partageaient la dîme.

### Temps modernes
En 1640, il existe à Couvains plusieurs fiefs relevant de la sergenterie de Saint-Clair, au grand bailliage de Caen :
- le fief de Couvains, possédé par Ezéchiel Loyer [lire Lohier], escuyer ;
- les fiefs de Baynes et de Sémilly, possédés par Bon Thomas, escuyer ;
- le fief de Bernesq, possédé par ledit Thomas ;
- le fief [sic], possédé par Philippe et Jacques de Bretheuil, escuyer ;
- le fief de Savigny, possédé par Charles de Villiers, escuyers [sic] ;
- le fief de la Petite Luzerne, possédé par André de Creully, escuyer.

## Politique et administration
| Période                                  | Période   | Identité         | Étiquette | Qualité        |
| ---------------------------------------- | --------- | ---------------- | --------- | -------------- |
| 1989                                     | mars 2008 | Rémy Parfouru    |           |                |
| mars 2008                                | En cours  | Christian Périer | SE        | Cadre retraité |
| Les données manquantes sont à compléter. |           |                  |           |                |

Le conseil municipal est composé de quinze membres dont le maire et trois adjoints.

## Population et société

### Démographie
L'évolution du nombre d'habitants est connue à travers les recensements de la population effectués dans la commune depuis 1793. Pour les communes de moins de 10 000 habitants, une enquête de recensement portant sur toute la population est réalisée tous les cinq ans, les populations de référence des années intermédiaires étant quant à elles estimées par interpolation ou extrapolation. Pour la commune, le premier recensement exhaustif entrant dans le cadre du nouveau dispositif a été réalisé en 2004.
En 2022, la commune comptait 577 habitants, en évolution de +18,24 % par rapport à 2016 (Manche : −0,31 %, France hors Mayotte : +2,11 %).
| 1793 | 1800 | 1806 | 1821 | 1831 | 1836 | 1841 | 1846 | 1851 |
| ---- | ---- | ---- | ---- | ---- | ---- | ---- | ---- | ---- |
| 776  | 845  | 825  | 783  | 940  | 893  | 886  | 874  | 819  |

| 1856 | 1861 | 1866 | 1872 | 1876 | 1881 | 1886 | 1891 | 1896 |
| ---- | ---- | ---- | ---- | ---- | ---- | ---- | ---- | ---- |
| 787  | 845  | 779  | 767  | 718  | 702  | 677  | 657  | 695  |

| 1901 | 1906 | 1911 | 1921 | 1926 | 1931 | 1936 | 1946 | 1954 |
| ---- | ---- | ---- | ---- | ---- | ---- | ---- | ---- | ---- |
| 730  | 653  | 703  | 542  | 552  | 568  | 547  | 547  | 531  |

| 1962 | 1968 | 1975 | 1982 | 1990 | 1999 | 2004 | 2006 | 2009 |
| ---- | ---- | ---- | ---- | ---- | ---- | ---- | ---- | ---- |
| 512  | 499  | 420  | 432  | 426  | 383  | 418  | 423  | 441  |

| 2014 | 2019 | 2022 | - | - | - | - | - | - |
| ---- | ---- | ---- | - | - | - | - | - | - |
| 474  | 544  | 577  | - | - | - | - | - | - |

### Culte

#### Circonscriptions ecclésiastiques avant la Révolution
La paroisse relevait du diocèse de Bayeux, archidiaconé des Veys au doyenné de Couvains.

#### Circonscriptions ecclésiastiques actuelles
La paroisse relève du diocèse de Coutances et Avranches, archidiaconé du Centre, au doyenné du Pays Saint-Lois, et paroisse de Sainte-Thérèse-de-l'Enfant-Jésus.

## Économie
La commune se situe dans la zone géographique des appellations d'origine protégée (AOP) Beurre d'Isigny et Crème d'Isigny.

## Culture locale et patrimoine

### Lieux et monuments

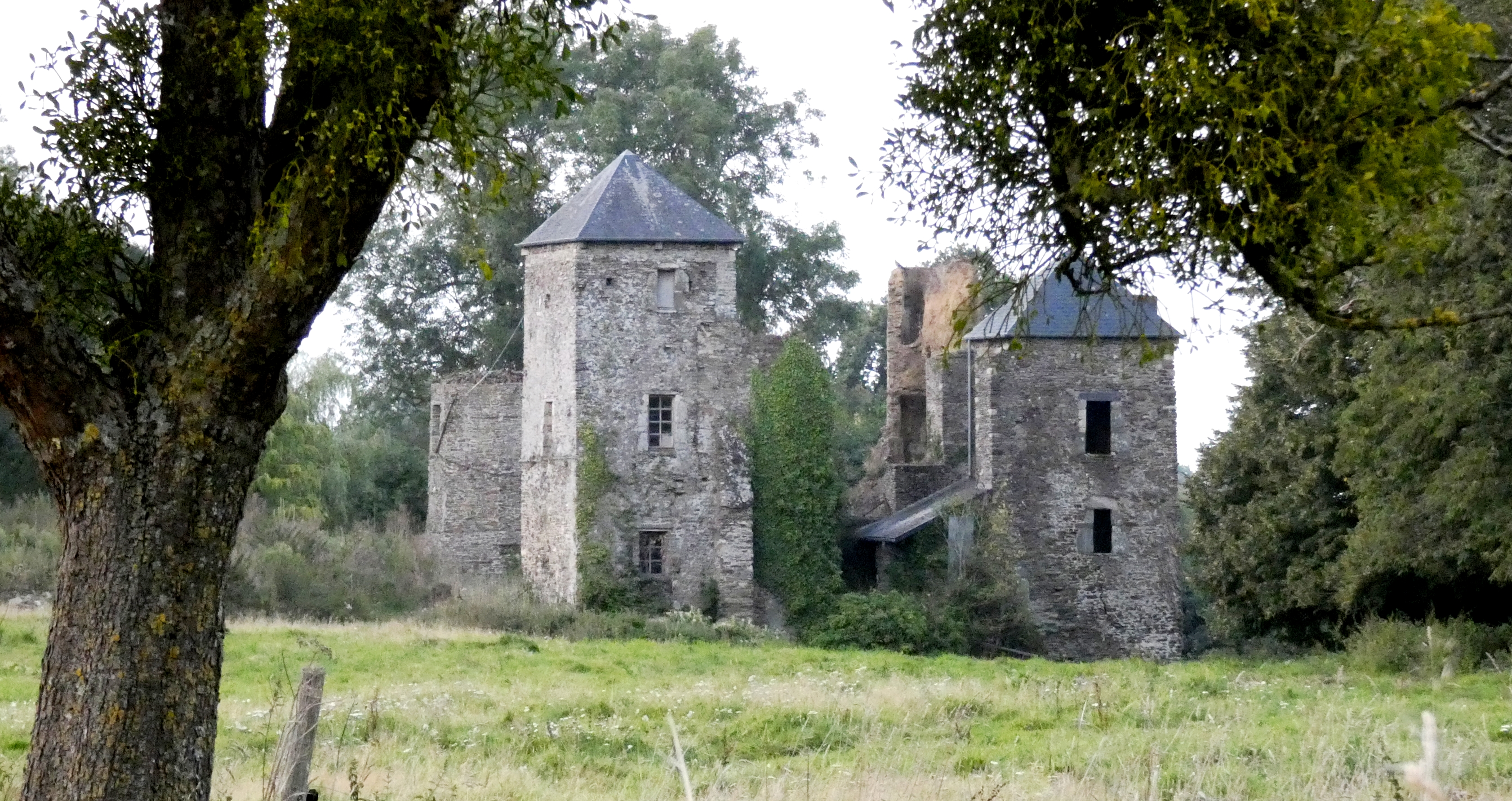
Le château.

- Église Notre-Dame des XIIIe, XVIe – XXe siècles. La tour et le transept ont été reconstruits après 1944. L'église est donnée au XVIIe siècle, en même temps que la chapelle Saint-André à l'abbaye de Cerisy-la-Forêt par Guillaume de Bacon, seigneur du Molay[34].

Elle abrite des fonts baptismaux du XIVe, un coffret aux saintes huiles du XVIIIe, deux Vierges à l'Enfant, l'une mutilée du XIVe, l'autre en bon état du XVIIIe, une verrière du XXe signée Loire.
- Château de Couvains du XVIIe siècle, et son parc inscrit à l'Inventaire général du patrimoine culturel[35]. Le château dont il ne reste que deux tours restaurées a servi de lieu de refuge à 120 civils jusqu'à l'arrivée des Américains le 13 juin 1944[26].
- Une motte castrale est signalée[36].
- Chapelle et château de Mesnilville du XIXe siècle, propriété de la famille Lallemant-Turpin.
- Haras de Couvains et des Forêts.